# Prehistoric Trackways National Monument
Le Prehistoric Trackways National Monument est un monument national américain désigné comme tel par le président des États-Unis Barack Obama le 30 mars 2009. Il protège 2 127 ha dans le comté de Doña Ana, au Nouveau-Mexique.

## Fossiles

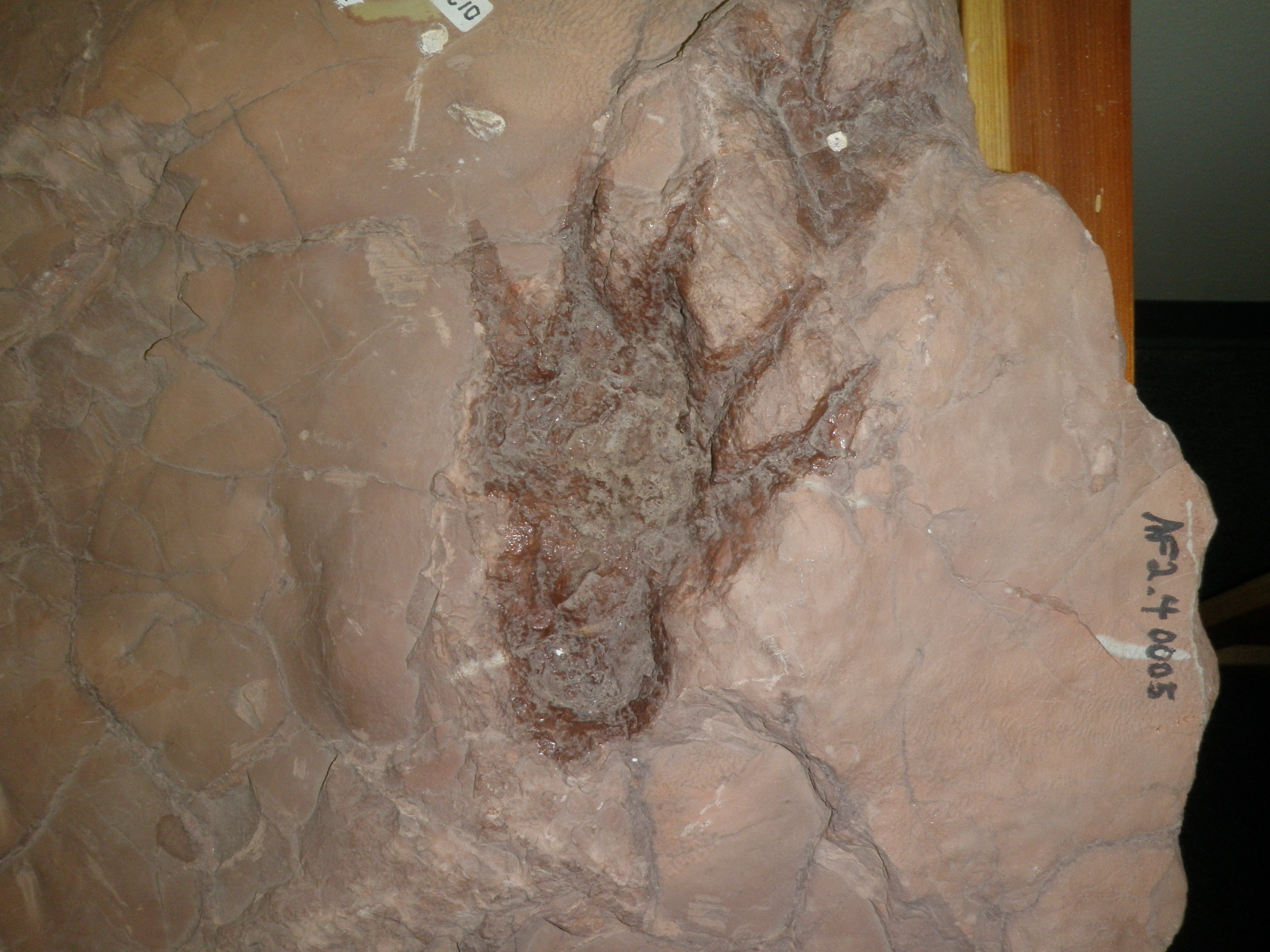
Trace de Dimétrodon datant du Permien venant du Prehistoric Trackways National Monument.

Le site comprend un important dépôt d'empreintes fossilisées de l'ère Paléozoïque sur des pistes fossiles d'animaux terrestres, de créatures marines et d'insectes, connues sous le nom d'ichnofossiles. Il comprend également des plantes fossilisées et du bois pétrifié, ainsi que de nombreux fossiles d'invertébrés marins, notamment des brachiopodes, des gastéropodes, des céphalopodes, des bivalves et des échinodermes. Une grande partie de la matière fossilisée est originaire de la période permienne et date d'environ 280 millions d'années .
Parmi les animaux qui ont laissé des traces dans les montagnes Robledo on compte Dimetrodon, Eryops, Edaphosaurus et plusieurs autres pelycosaures.